# Velimir Terzić
Velimir Terzić (26. května 1908 Golubovci u Podgorici, Černá Hora – 13. prosince 1983 Bělehrad, SFRJ) byl jugoslávský partyzán, generálplukovník Jugoslávské lidové armády a vzděláním historik.

## Biografie
Terzić se narodil 26. května 1908 v Golubovcích. V nedaleké Podgorici vystudoval gymnázium a následně i vojenskou akademii v Bělehradě. Studoval ve stejném ročníku, jako Arso Jovanović. Svá studia dokončil v roce 1928. Kapitánem první třídy se Terzić stal v roce 1938.
Před vypuknutím války v Jugoslávii v dubnu 1941 byl jmenován náčelníkem štábu Dinárské divize Jugoslávské armády, která byla dislokována v Sinji v dnešním Chorvatsku. Po vypuknutí války nařídil Terzić útok své skupiny 300 vojáků na německou ozbrojenou kolonu, která směřovala do bosenského města Višegrad. Poté, co se mu podařilo Němce porazit, odešel do Černé Hory, kde připravoval s některými dalšími vojáky královské armády povstání proti italské okupaci. Tam potkal Arso Jovanoviće a Petra Ćetkoviće.
Povstání v Černé Hoře vypuklo dne 13. června 1941. Terzić řídil oddíl povstalců v blízkosti města Cetinje a později Pljevlja. V srpnu 1941 vstoupil do Komunistické strany Jugoslávie, a od té doby byl v rámci Jugoslávského vojska ve vlasti vnímán jako zběh. Exilová vláda v Londýně mu odebrala hodnost kapitána první třídy, kterou před vypuknutím konfliktu získal. Sám Terzić nesouhlasil s kapitulací svojí země, kterou jeho vláda podepsala s Německem a dalšími zeměmi Osy a chtěl pokračovat v boji proti okupantům.
Po stažení partyzánského vojska ze Srbska se Terzić stal Náčelníkem hlavního štábu pro Černou Horu a Boku. Následně se stal zástupcem velitele 1. proletářské černohorské úderné brigády.
Po stažení vojsk partyzánů z Černé Hory směrem na severozápad do Bosny a Chorvatska Terzić pomáhá šířit povstání i na území NDH. Bylo mu svěřeno vedení Čtvrté operativní zóny. Odtud se partyzáni po operaci Fall Weiss probili střední Bosnou a kaňonem řeky Neretvy zpět k Černé Hoře. V té době byl již Terzić jmenován zástupcem Náčelníka hlavního štábu NOVJ. Později získal hodnost generálmajora a později generál-podplukovníka. Spolu s Milovanem Đilasem byl vyslán na vojenskou misi do Sovětského svazu. Cílem Terzićovy výpravy bylo připravit půdu pro zformování 1. jugoslávské brigády v SSSR a později i 1. tankové brigády NOVJ. Terzić se věnoval především vojenským otázkám, zatímco Đilas měl jednat o politických záležitostech. Následně za jugoslávskou stranu podepsal odpovídající smlouvy.
Po osvobození země zůstal v JLA. Zastával řadu různých funkcí; byl zástupcem ministra lidové obrany, velitel armády, náčelník Vyšší vojenské akademie JLA, hlavní inspektor JLA, náčelník Vojensko-historického institutu a generální ředitel jugoslávských aerolinií JAT v letech 1959 až 1960. Zemřel v Bělehradě v roce 1983.